# Popasna
Popasna (ukrainska: Попасна lyssna (fil), ryska: Попасная) är en stad i Luhansk oblast i östra Ukraina. Staden ligger cirka 68 kilometer väster om Luhansk. Popasna beräknades ha 19 199 invånare i januari 2022.
Staden kom under rysk ockupation under Rysslands invasion av Ukraina 2022.